# Мікмак (мова)

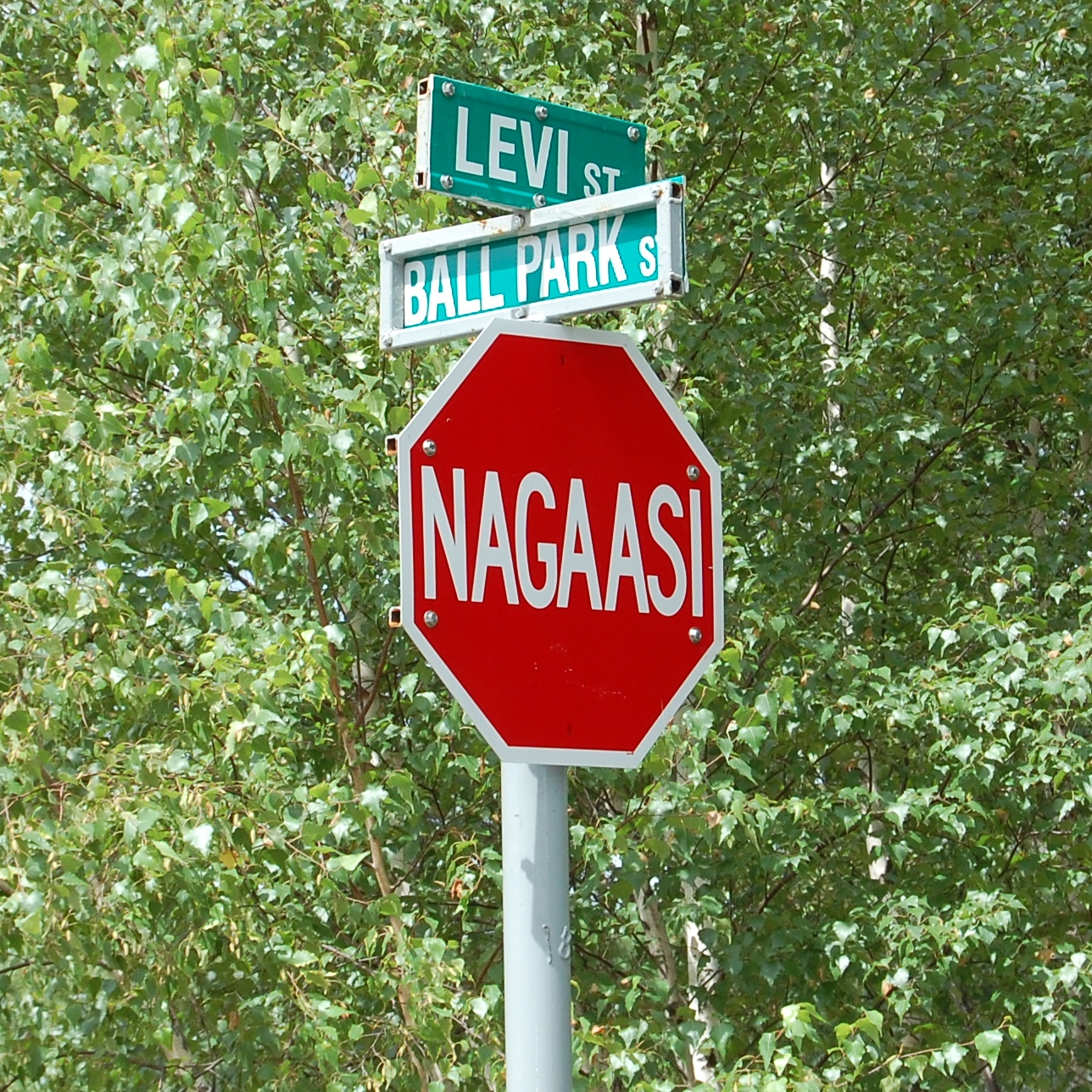
Дорожній знак STOP на мові мікмак

Мікмак — мова індіанців мікмак. Відноситься до східної гілки алгонкінських мов. Поширена на південному сході Канади (8,8 тис. носіїв) і північному сході США (1,2 тис.).
Для мови мікмак використовувалося власне письмо, створене французькими місіонерами на основі піктограм, які використовували індіанці. У наш час мова мікмак використовує латинську абетку:
A E I O U A' E' I' O' U' i P T J K L M N Q S W Y